# Cadillac Formula 1 Team
Cadillac Formula 1 Team é uma equipe e construtor estadunidense de Fórmula 1 que está sendo estabelecida pela Cadillac, uma subsidiária da General Motors (GM). A equipe fará sua estreia na temporada de 2026, e deve se tornar uma fabricante de unidade de potência até o final da década de 2020. A GM colabora com a organização estadunidense de corrida Andretti Global por meio da subsidiária britânica desta última, a GPM Cadillac Formula Racing Ltd.
A equipe Cadillac tem sedes em três cidades nos Estados Unidos (Fishers, em Indiana, Charlotte, na Carolina do Norte e Warren, em Michigan) e uma em Silverstone, Inglaterra, Reino Unido.

## História
A história da equipe da Cadillac, uma subsidiária da General Motors (GM), na Fórmula 1 começou com o projeto formado por Michael Andretti, que se tornou público em 18 de fevereiro de 2022, quando Mario Andretti anunciou que seu filho havia entrado com um pedido na Federação Internacional de Automobilismo (FIA), órgão regulador da Fórmula 1, para a Andretti Global ingressar na categoria em 2024. Posteriormente, Mario afirmou que o projeto para a criação da nova equipe estaria em um estágio avançado, com um acordo de motor já fechado e, também, a existência de um plano para uma nova fábrica em Indianápolis, no estado de Indiana, Estados Unidos. Onde os carros seriam fabricados em uma instalação de última geração, perto da base da Andretti Autosports IndyCar, mas com ele sugerindo que a equipe seria baseada na Inglaterra. Uma semana depois, ele revelou que o fornecedor de motor seria a Renault (Alpine). Em fevereiro de 2023, Laurent Rossi, diretor-executivo da Alpine, afirmou que existia um acordo selado para fornecer motores Alpine caso Andretti conseguisse entrar na Fórmula 1. Porém, em outubro de 2023, a Alpine revelou que este pré-contrato com a Andretti para fornecimento de unidades de potência e peças havia expirado no início do ano.
Após enfrentar muito resistência por parte da maioria das equipes de Fórmula 1 e da Formula One Group (FOM), a Andretti Global anunciou, em 5 de janeiro de 2023, sua intenção de entrar na Fórmula 1 em conjunto com a Cadillac e, juntas, formaram a Andretti Cadillac Racing. No entanto, o anúncio não especificou se a Cadillac produziria a sua própria unidade de potência ou reformularia a unidade de um fabricante existente. Em 11 de janeiro, Michael disse que duas equipes existentes haviam declarado seu apoio à entrada da Andretti na Fórmula 1, sendo elas a McLaren e a Alpine, equipe pertencente à Renault. O presidente da FIA, Mohammed Ben Sulayem, ficou surpreso com a "reação adversa" das equipes e da FOM ao projeto de Andretti e "tuitou" em apoio a Andretti. Posteriormente, foi divulgado que a Cadillac estava planejando iniciar seu programa de motores para a Fórmula 1 apenas para a temporada de 2027.
Como parte da continuidade dos esforços para sua entrada no grid da Fórmula 1 como a 11ª equipe, em março de 2023, a Andretti Cadillac contratou Nick Chester, ex-diretor técnico da equipe Renault, como seu diretor técnico, e John McQuilliam como seu projetista chefe. Com eles se juntando a Jon Tomlinson que foi contratado como o chefe de aerodinâmica em dezembro de 2022. Além disso, o grupo Andretti sofreu uma alteração de marca em setembro de 2023, quando passou a se chamar Andretti Global, pouco menos de um ano após Dan Towriss, dono da holding Group 1001, adquirir ações da companhia, sendo parte dos investimentos focados na potencial entrada da equipe na Fórmula 1.
Em 2 de outubro de 2023, a FIA aceitou oficialmente a oferta da Andretti Cadillac para ingressar no grid da categoria como a décima primeira equipe. Porém, a Andretti ainda dependia de um acordo comercial com a FOM para ingressar na Fórmula 1 a partir de 2025. No entanto, em 31 de janeiro de 2024, a FOM rejeitou a entrada da Andretti Cadillac, alegando falta de competitividade e que a equipe não agregaria valor ao campeonato.
Em 14 de novembro de 2023, a General Motors anunciou que havia se registrado na FIA para se tornar fornecedora de motores da Fórmula 1 a partir da temporada de 2028. Com o presidente da GM declarando que a entrada da montadora é condicionada ao aceite da Andretti Cadillac.
A Andretti Global, mesmo com a negativa, seguiu trabalhando em seu projeto de Fórmula 1 com a Cadillac, anunciando uma subsede em Silverstone, na Inglaterra, junto de 60 vagas de emprego, ao mesmo tempo em que acelerava a construção da nova sede, localizada na cidade de Fishers, em Indiana, Estados Unidos. Em 10 de abril de 2024, a Andretti Cadillac anuncia a inauguração de sua subsede em Silverstone. Além de recrutar novos reforços para a equipe, como Pat Symonds, ex-diretor técnico da Fórmula 1, que se tornou consultor executivo de engenharia e Rob White, como seu diretor de operações.
Em setembro de 2024, Michael Andretti renunciou o cargo de diretor-executivo da Andretti Global e foi substituído pelo então coproprietário majoritário Dan Towriss, embora Michael continuasse a desempenhar um papel na empresa como consultor. Towriss é diretor-executivo do Group 1001, que se associou a Andretti pela primeira vez por meio do patrocínio da subsidiária do grupo, a Gainbridge.
Em novembro de 2024, o principal proprietário do Los Angeles Dodgers e coproprietário do Chelsea F.C., Mark Walter, anunciou que havia comprado a Andretti por meio de sua holding TWG Global. Com ele contratando o proprietário minoritário da Andretti, Dan Towriss, para atuar como diretor-executivo da divisão de automobilismo da TWG.
A Fórmula 1 anunciou em 25 de novembro de 2024 que a General Motors entraria no campeonato como construtor em 2026 por meio da marca Cadillac, e que ela entraria como fornecedora de motores posteriormente. O diretor-executivo do Formula One Group, Stefano Domenicali, afirmou que seu comprometimento com o projeto foi uma "demonstração importante e positiva da evolução do esporte". A Cadillac entrou de forma independente, apesar de utilizar o projeto existente da Andretti Global em Silverstone como espinha dorsal para seu projeto de Fórmula 1. Apesar, que, na declaração de três páginas que a FOM divulgou sobre a entrada da GM, não havia uma única referência ao nome Andretti. Em vez disso, a única referência sobre o envolvimento de qualquer uma das partes anteriores foi uma linha sobre "parceiros da TWG Global" — que é a empresa dirigida por Towriss, que assumiu as operações da Andretti Global quando Michael Andretti renunciou. A TWG Global já operou na IndyCar e é a principal parceira da Cadillac em sua empreitada na Fórmula 1.
No mesmo dia, a Cadillac confirmou que o campeão mundial de pilotos de 1978, Mario Andretti, atuaria como diretor do conselho de administração da equipe. Em dezembro, o ex-diretor-executivo das equipes da Virgin e da Marussia, Graeme Lowdon, foi confirmado como chefe de equipe.
Em 10 de dezembro de 2024, a Ferrari anunciou que a Cadillac havia assinado um acordo plurianual para usar suas unidades de potência e caixas de câmbio a partir de 2026.
Em 9 de janeiro de 2025, a Cadillac anunciou a formação de uma nova divisão, a GM Performance Power Units LLC (GM PPU), para a produção e desenvolvimento de suas futuras unidades de potência, com o objetivo de se transformar em uma equipe "completa" de Fórmula 1, construindo todas as partes do monoposto, até o final da década de 2020. Com Russ O'Blenes como seu diretor-executivo. A Cadillac planeja que a GM PPU comece a fornecer a equipe a partir da temporada de 2028.
Em 23 de abril de 2025, a FIA aprovou a entrada da GM como fornecedora de unidades de potência para a Fórmula 1 a partir da temporada de 2029,por meio de sua subsidiária GM Performance Power Units LLC.